# Pharaphodius pereirai
Pharaphodius pereirai es una especie de escarabajo del género Pharaphodius, tribu Aphodiini. Fue descrita científicamente por Balthasar en 1955.
Se distribuye por Afganistán. Mide aproximadamente 7,3 milímetros de longitud. Se ha registrado a elevaciones de 1150 metros.